# 克诺克
克诺克（荷蘭語：Knokke，荷蘭語發音：[ˈknɔkə]）是比利时西佛兰德省克诺克-海斯特的片区。克诺克原为一独立市镇，1971年，克诺克与市镇海斯特、拉姆斯卡佩勒和韦斯特卡佩勒合并为市镇克诺克-海斯特，克诺克成为了克诺克-海斯特的一个片区。